# 276781 Montchaibeux
276781 Montchaibeux è un asteroide della fascia principale. Scoperto nel 2004, presenta un'orbita caratterizzata da un semiasse maggiore pari a 2,3387143 UA e da un'eccentricità di 0,1067603, inclinata di 7,68139° rispetto all'eclittica.